# Шалково (Ярославская область)
Шалко́во — деревня в Михайловском сельском округе Волжского сельского поселения Рыбинского района Ярославской области .

## География
Деревня расположена на небольшом удалении от заболоченного левого берега Иоды, выше по течению и южнее по дороге от деревни Бесово. Ближайшая в сторону Александровой Пустыни деревня Котлово стоит на дороге примерно в 1,5 км к югу.   К юго-западу от Шалково обширный лесной заболоченный массив, разделяющий долины реки Черёмухи и её притока Иода, часть этого массива занята Чудиновским болотом .

## История
Деревня Шалкова указана на плане Генерального межевания Рыбинского уезда 1792 года.

## Население
| 2007 | 2010 |
| ---- | ---- |
| 9    | ↘4   |

На 1 января 2007 года в деревне числилось 9 постоянных жителей . 

## Инфраструктура
Личное подсобное хозяйство с зоной сельскохозяйственного использования, индивидуальная застройка усадебного типа.
Почтовое отделение, находящееся в селе Михайловское, обслуживает в Шалково 13 домов .

## Транспорт
Деревня расположена к востоку от автомобильной дороги, идущей от центра сельского округа Михайловского на Александрову Пустынь.  Примерно в 1 км на противоположном, правом берегу Иоды, стоит деревня Короваево, в неё из Шалково ведёт просёлочная дорога.